# Smoke (Izzy Stradlin)
Smoke è il decimo album solista del chitarrista Izzy Stradlin, ex chitarrista dei Guns N' Roses.

## Tracce
1. Nothing on Me
2. Too Hot
3. 30k Up
4. Dehydrated
5. Comfort Zone
6. Snow
7. I'm Breathing In
8. Gotta Go
9. Driving Down
10. Smoke (strumentale)

## Formazione
- Izzy Stradlin - voce, chitarra
- Rick Richards - chitarra
- Timo Kaltio - chitarra
- J.T. Longoria - basso
- Timo Kaltio - batteria